# Ostrea algoensis
Ostrea algoensis is een tweekleppigensoort uit de familie van de Ostreidae. De wetenschappelijke naam van de soort werd 1871 voor het eerst geldig gepubliceerd door George Brettingham Sowerby II.